# Юлия Гьоргес
Юлия Гьоргес (на немски: Julia Görges) е германска тенисистка, родена на 2 ноември 1988 г. Най-високото ѝ класиране в ранглистата за жени на WTA e 15 място, постигнато на 5 март 2012 г. В кариерата си е спечелила 2 титли от WTA Тур.

## Кариера

### 2012
Юлия започва годината с участия в Окланд, където отпада от сънародничката си Кербер, и Сидни, където се отказва поради контузия в мача си от 1 кръг срещу Йелена Янкович.
На Острелиън Оупън 2012 отстранява последователно Херцог, Данилиду и Опранди, преди да бъде прегазена от поставената под номер 8 Агнешка Радванска с 1 – 6, 1 – 6 на осминафинала.

## Финали на турнирите от WTA Тур

### Титли на сингъл (2)
| До 2009                  | От 2009                |
| ------------------------ | ---------------------- |
| Голям шлем (0)           |                        |
| Шампионат на WTA Тур (0) |                        |
| I категория (0)          | Задължителни висши (0) |
| II категория (0)         | Висши 5 (0)            |
| III категория (0)        | Висши (1)              |
| IV и V категория (0)     | Международни (1)       |

| финал № | дата          | турнир               | място      | настилка | съперничка на финала | резултат        |
| 1.      | 25 юли 2010   | Гащайн Лейдис        | Бад Гащайн | клей     | Тимеа Бачински       | 6 – 1, 6 – 4    |
| 2.      | 24 април 2010 | Порше Тенис Гран при | Щутгарт    | клей     | Каролине Возняцки    | 7 – 6(3), 6 – 3 |

### Загубени финали на сингъл (1)
| До 2009                  | От 2009                |
| ------------------------ | ---------------------- |
| Голям шлем (0)           |                        |
| Шампионат на WTA Тур (0) |                        |
| I категория (0)          | Задължителни висши (0) |
| II категория (0)         | Висши 5 (0)            |
| III категория (0)        | Висши (1)              |
| IV и V категория (0)     | Международни (2)       |

| финал № | дата             | турнир                | място      | настилка   | съперничка на финала | резултат     |
| 1.      | 24 октомври 2010 | Люксембург Оупън      | Люксембург | твърда (з) | Роберта Винчи        | 3 – 6, 4 – 6 |
| 2.      | 25 февруари 2012 | Тенис турнир в Дубай  | Дубай      | твърда     | Агнешка Радванска    | 5 – 7, 4 – 6 |
| 3.      | 14 октомври 2012 | Дженерали Лейдис Линц | Линц       | твърда (з) | Виктория Азаренка    | 3 – 6, 4 – 6 |